# Méthode graphique
 (avril 2024).
Les méthodes graphiques sont utilisées dans de nombreuses disciplines techniques et scientifiques. Elles servent généralement comme méthode d'approximation pour résoudre des tâches pour lesquelles il n'y a pas suffisamment de données pour une procédure mathématiquement rigoureuse ou pour lesquelles un calcul numérique serait trop complexe.
La plupart des méthodes graphiques utilisent des solutions géométriques, par exemple grâce à une construction rapide sur papier à l'aide d'un compas et d'une règle. Les dessins à main levée sont aussi parfois utilisés, par exemple dans certains ajustements de courbes ; Ici, la capacité humaine à reconnaître des relations géométriques en quelques regards seulement ou à se rapprocher d'une solution par l'intuition qui est utilisée. De tels procédés ont déjà été développés dans l'Antiquité - par exemple pour la conception de cadrans solaires ou dans la navigation - mais offrent encore aujourd'hui de nombreux avantages car ils peuvent généralement être réalisés rapidement et facilement.
Les aides graphiques comprennent des règles ou des échelles, des compas et des rapporteurs, parfois des pistolets, parfois des dispositifs rotatifs ou similaires. Les méthodes géométriques les plus importantes consistent à tracer des angles et des distances, ainsi qu'à découper des lignes droites ou des cercles ; on trouve parfois également des méthodes telles que la construction d'une ellipse, ou le test de différents rayons de courbure.
Certaines méthodes issues de différents domaines de connaissances sont mentionnées ci-dessous à titre d’exemple :
- Géométrie : solutions rapides pour les coupes dans l'espace 2D, approximativement également en 3D ; Estimation du centre de gravité à l'aide de lignes de gravité
- Mathématiques et statistiques : courbe graphique adaptée à une séquence de points, courbes d'équilibrage dans les diagrammes de dispersion
- Ajustement de courbe : Estimation des facteurs d'influence, équation d'observation avec perpendiculaires
- Topographie : détermination de l'emplacement avec la goniographe, contrôle de la courbure d'une clothoïde, détermination de la zone avec des planimètres
- Navigation : estime graphique, détermination de localisation avec isobathe sur la carte marine.